# Desmos macrocarpus
Desmos macrocarpus là loài thực vật có hoa thuộc họ Na. Loài này được Nguyễn Tiến Bân mô tả khoa học đầu tiên năm 1974.